# Luke Geissbühler

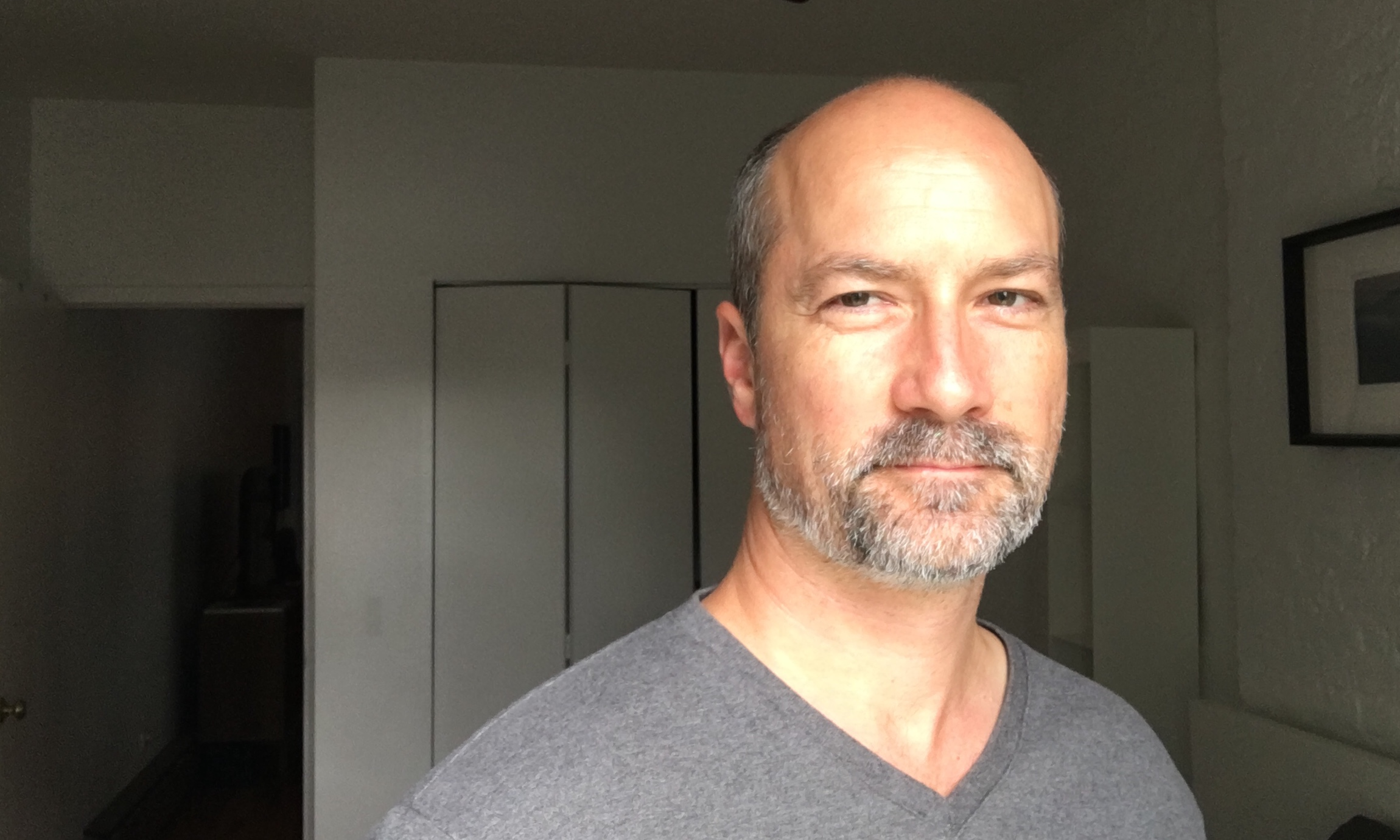
Luke Geissbühler, 2018

Luke Geissbühler (* 21. Januar 1970 in Philadelphia, Pennsylvania) ist ein US-amerikanischer Kameramann.
Luke Geissbühler ist der Sohn Schweizer Einwanderer und absolvierte ein Kamera-Studium an der Tisch School of the Arts in New York City von 1988 bis 1992. Danach war er als Kameraoperateur und Kameraassistent tätig. Anfang der 2000er Jahre kamen größere Filmarbeiten als Kameramann. Zu seinen bekanntesten Werken gehören die Borat-Filme oder Zurück zu dir – Eine zweite Chance für die Liebe.

## Filmografie (Auswahl)
- 1997: Headless
- 2006: Borat
- 2007: Helvetica (Dokumentarfilm)
- 2008: Die Muppets – Briefe an den Weihnachtsmann (A Muppets Christmas: Letters to Santa)
- 2009: Objectified (Dokumentarfilm)
- 2010: The Virginity Hit
- 2011: Time Freak (Kurzfilm)
- 2014: Das Geheimnis des Balletttänzers (Match)
- 2015: Chloe rettet die Welt (Chloe & Theo)
- 2017: Stuck
- 2018: Zurück zu dir – Eine zweite Chance für die Liebe (Time Freak)
- 2018: Fahrenheit 11/9 (Dokumentarfilm)
- 2018: My Paintbrush Bites (Dokumentar-Kurzfilm)
- 2018–2019: Wrong Man (Dokuserie, 12 Folgen)
- 2020: Borat Anschluss Moviefilm (Borat Subsequent Moviefilm)
- 2020: Group (Miniserie, 7 Folgen)
- 2021: Street Gang: How We Got to Sesame Street
- 2023: Robots